# Sonia Bisset
Pour les articles homonymes, voir Bisset.
Sonia Bisset Poll (née le 1er avril 1971 à Palma Soriano) est une athlète cubaine spécialiste du lancer du javelot. 

## Carrière
Elle dépasse pour la première fois la limite des 60 mètres lors de la saison 1994 et signe ses premiers succès internationaux dès l'année suivante. Elle s'impose lors des Championnats d'Amérique centrale et des Caraïbes de 1995, puis lors des Championnats Ibero-américains de 1996. En 1997, elle réalise avec l'ancien modèle de javelot la marque de 68,24 m, puis se classe deuxième des Universiades d'été se déroulant en Sicile. Elle participe cette même année aux Championnats du monde d'Athènes et termine à la sixième place du concours avec un lancer à 63,80 m.
Sonia Bisset remporte en 1998 les Jeux d'Amérique centrale et des Caraïbes et se classe deuxième de la Coupe du monde des nations. En 2000, elle termine à la cinquième place des Jeux olympiques de Sydney avec 63,26 m, et remporte par ailleurs en fin de saison la Finale du Grand Prix en améliorant son record personnel (65,87 m) et en devançant la championne olympique norvégienne Trine Hattestad. L'année suivante, la Cubaine monte sur la troisième marche du podium des Championnats du monde d'Edmonton avec un lancer à 64,69 m, s'inclinant finalement face à sa compatriote Osleidys Menendez et la Grecque Mirela Manjani. Elle obtient par la suite de nouvelles places d'honneur en se classant notamment 6e des mondiaux 2003, 5e des Jeux olympiques 2004 et 7e des Championnats du monde 2005.
Elle établit la meilleure performance de sa carrière le 6 juillet 2005 lors du meeting de Salamanque en atteignant la marque de 67,67 m, troisième performance mondiale de l'année. Son dernier succès international est obtenu en 2006 lors des Jeux d'Amérique centrale et des Caraïbes, huit ans après son premier titre. Elle met un terme à sa carrière sportive en 2007 à l'issue des Jeux panaméricains de Rio de Janeiro où la Cubaine y obtient la médaille d'argent.

### Palmarès
| Date | Compétition                                      | Lieu                 | Résultat | Performance |
| ---- | ------------------------------------------------ | -------------------- | -------- | ----------- |
| 1995 | Championnats d'Amérique centrale et des Caraïbes | Guatemala            | 1re      |             |
| 1996 | Championnats ibéro-américains                    | Medellín             | 1re      |             |
| 1997 | Universiade                                      | Sicile               | 2e       |             |
| 1997 | Championnats du monde                            | Athènes              | 6e       | 63,80 m     |
| 1998 | Jeux d'Amérique centrale et des Caraïbes         | Maracaibo            | 1re      |             |
| 1998 | Coupe du monde des nations                       | Johannesburg         | 2e       |             |
| 1999 | Championnats du monde                            | Séville              | 6e       | 63,52 m     |
| 2000 | Jeux olympiques                                  | Sydney               | 5e       | 63,26 m     |
| 2000 | Finale du Grand Prix                             | Doha                 | 1re      | 65,87 m     |
| 2001 | Championnats du monde                            | Edmonton             | 3e       | 64,69 m     |
| 2003 | Championnats du monde                            | Paris                | 6e       |             |
| 2004 | Jeux olympiques                                  | Athènes              | 5e       |             |
| 2005 | Championnats du monde                            | Helsinki             | 7e       | 61,75 m     |
| 2006 | Jeux d'Amérique centrale et des Caraïbes         | Carthagène des Indes | 1re      |             |
| 2006 | Coupe du monde des nations                       | Athènes              | 2e       |             |
| 2007 | Jeux panaméricains                               | Rio de Janeiro       | 2e       |             |

### Records
| Épreuve           | Performance | Lieu       | Date           |
| ----------------- | ----------- | ---------- | -------------- |
| Lancer du javelot | 67,67 m     | Salamanque | 6 juillet 2005 |